# 털파리
털파리는 전 세계에 650~700종이 사는 파리목에 속하는 털파리과 곤충의 총칭이다. 성충은 꽃꿀을 먹고 살며 봄에 많이 나온다.

## 설명
털파리는 4~10mm쯤 되는 중형 파리로 몸은 검거나 붉고 몸이 두껍고 다리가 굵다. 더듬이는 단각이다. 앞다리에 크고 센 돌기나 가시가 있다. 발목뼈는 다섯으로 나뉘며 발톱과 족근골과 잘 발달된 발꿈치를 가진다. 날개에는 기저 세포 둘이 있지만 원반형 날개 세포는 없다.

털파리 날개맥

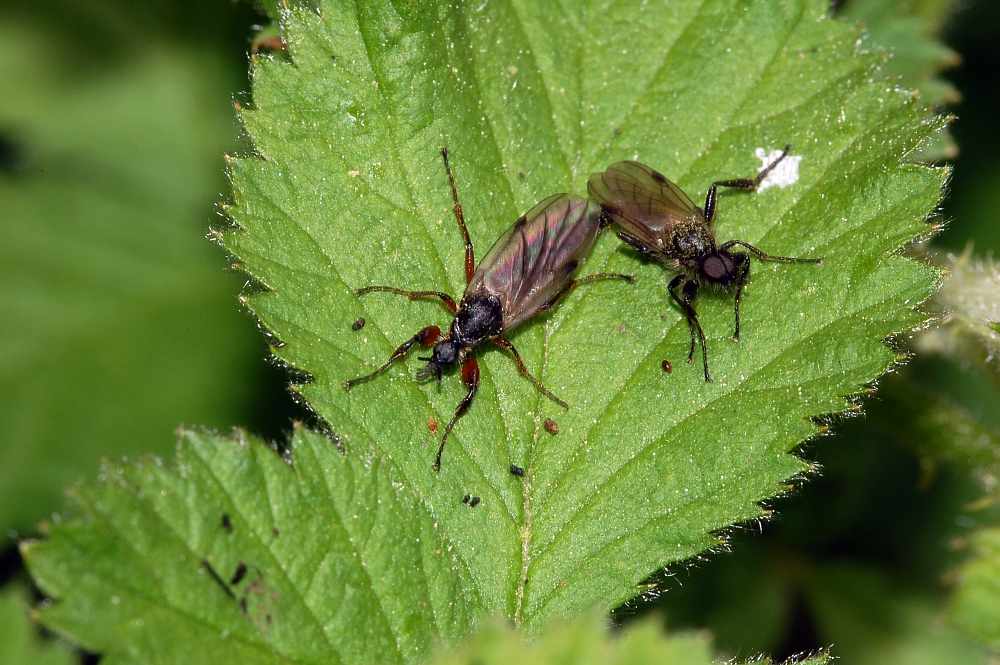
Bibio pomonae

## 생물학

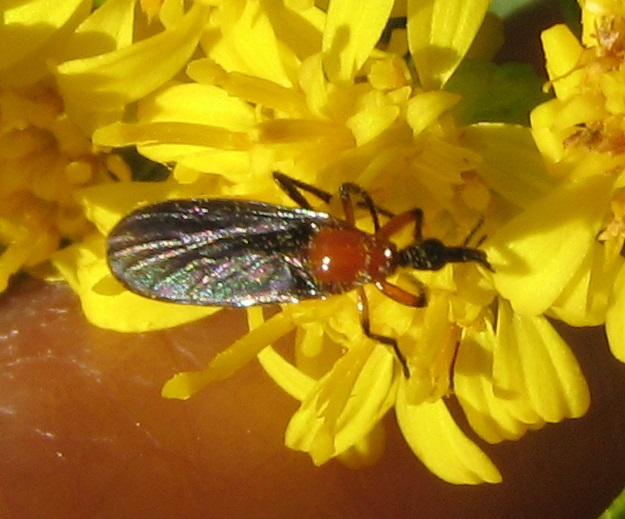
암털파리

털파리 애벌레는 풀숲에서 자라며 초식동물이자 죽은 식물을 먹는 청소 동물이다. 그래서 어느 종은 퇴비에서 나온다. 유충은 주머니에서도 나오며 주머니에 200마리가 있는 경우도 있다. 어느 종의 성충은 애벌레 때만 먹으며 날 땐 땅에서 천천히 올라와 맴돌아 다닌다. 성충 털파리는 수명이 아주 짧고 우단털파리는 성충 삶의 대부분을 짝짓는데 쓴다. 암과 수는 서로 복부 뒤쪽에 붙어 날 때도 그렇다. 성충은 함께 나타난 뒤 엄청 떼지어 몰려든다.

## 하위 속
- 털파리속 (Bibio)
- Bibiodes
- Bibionellus
- Dilophus
- Enicoscolus
- 계피우단털파리속 (Penthetria)
- 우단털파리속 (Plecia)